# Bela (gastrópode)
Bela é um gênero de gastrópodes pertencente a família Mangeliidae.

## Taxonomia
Por causa da incerteza taxonômica em relação à espécie-tipo, muitos autores no século XIX, por exemplo. G.O. Sars (1878) e W.H.Dall (1919) usaram o nome genérico Bela para espécies não relacionadas corretamente colocadas em Propebela, Oenopota ou Curtitoma, e então usaram Raphitoma para espécies atualmente colocadas em Bela.

## Espécies
- Bela alma Thiele, 1925[3]
- Bela ampla Smith, E.A., 1884
- †Bela ankae Gürs, 2001
- Bela anna Thiele, 1925[4]
- †Bela annemariae Lozouet, 2015
- †Bela antwerpiensis R. Marquet, 1997
- Bela atlantidea (Knudsen, 1952)
- Bela barbiton (Melvill, J.C., 1904)
- Bela beatriceae (Mariottini, 2007)
- †Bela belgica (Van Regteren Altena, 1959)
- Bela bella Barnard, 1958[5]
- Bela chuni Thiele, 1925[6]
- †Bela consimilis (Harmer, 1915)
- Bela cycladensis (Reeve, 1845)[7]
- Bela decussata (Locard, 1897)[8]
- †Bela detexta (Bellardi, 1877)
- Bela dyscrita (Watson, R.B., 1881)
- Bela erosa (Schrenck, 1861)
- †Bela fiorentina Della Bella, Naldi & Scarponi, 2015
- †Bela formica Nordsieck, 1977
- Bela fuscata (Deshayes, 1835)[9]
- †Bela gervillei (G.P. Deshayes, 1835)
- †Bela hispida (Bellardi, 1877)
- †Bela hispidula (Bellardi, 1847)
- †Bela keepingi (Etheridge & Bell, 1898)
- †Bela koeneni (Cossmann & Lambert, 1884)
- †Bela lirifera (Bellardi, 1877)
- Bela manolae Horro, Gori & Rolán, 2017
- †Bela megastoma (Brugnone, 1862)
- Bela menkhorsti van Aartsen, 1988[10]
- Bela nassoides J. Gardner, 1938
- Bela nebula (Montagu, 1803)[11]
- †Bela nevropleura (Brugnone, 1862)
- †Bela nitida Pavia, 1976
- Bela nuperrima (Tiberi, 1855)
- Bela obliquigradata E.A. Smith, 1884
- Bela oceanica (Locard, 1897)[12]
- †Bela odhneri Harmer, 1915
- Bela orientalis K.H.J. Thiele, 1925
- †Bela plagisculpta Della Bella, Naldi & Scarponi, 2015
- †Bela plicatella (Bellardi, 1847)
- Bela plicatilis (Risso, 1826)
- Bela powisiana (Dautzenberg, 1887)[13]
- †Bela proxima (Cocconi, 1873)
- †Bela pseudoappeliusi Naldi, Della Bella & Scarponi, 2013
- †Bela pseudoexilis Della Bella, Naldi & Scarponi, 2015
- †Bela scalariformis (Brugnone, 1862)
- Bela schoenherri Horro, Ryall & Rolán, 2018
- †Bela seyithasanensis B.M. Landau & al., 2013
- Bela simplicata É.A.A. Locard, 1896
- Bela submarginata (G. Bonelli in L.M.D. Bellardi, 1847)
- Bela taprurensis (Pallary, 1904)
- †Bela tenuistriata (A. Bell, 1871)
- †Bela trinacria Mariottini & Smriglio, 2009[14]
- Bela turcica K.H.J. Thiele, 1925
- Bela turgida (L.A. Reeve, 1844)
- †Bela varovtsiana Scarponi & al., 2016
- †Bela vulpecula (Brocchi, 1814)
- Bela zenetouae (van Aartsen, 1988)[15]
- Bela zonata (Locard, 1892)[16]

Espécies trazidas para a sinonímia
- Bela abyssicola (Reeve, 1844): sinônimo de Pleurotoma abyssicola Reeve, 1844
- Bela abyssorum Locard, 1897: sinônimo de Gymnobela abyssorum (Locard, 1897)
- Bela aegeensis (Reeve, 1844):[17] sinônimo de Bela nebula (Montagu, 1803)
- Bela africana Ardovini, 2004:[18] sinônimo de Sorgenfreispira africana (Ardovini, 2004)
- Bela africana Ardovini, 2008: sinônimo de Sorgenfreispira africana (Ardovini, 2004)
- Bela alberti (Dautzenberg & Fisher, 1906):[19] sinônimo de Phymorhynchus alberti (Dautzenberg & Fischer, 1906)
- Bela albrechti Krause, 1886: sinônimo de Granotoma albrechti (Krause, 1886)
- Bela aleutica (W.H. Dall, 1871): sinônimo de Oenopota aleutica (W.H. Dall, 1871)
- Bela americana Packard, 1867: sinônimo de Propebela scalaris (Møller, 1842)
- Bela anderssoni Strebel, 1908:[20] sinônimo de Falsimohnia anderssoni (Strebel, 1908)
- Bela angulosa Sars G. O., 1878: sinônimo de Propebela angulosa (G. O. Sars, 1878)
- Bela antarctica Strebel, 1908: sinônimo de Conorbela antarctica (Strebel, 1908)
- Bela apollinea (Melvill, J.C., 1904): sinônimo de Leiocithara apollinea (Melvill, 1904)
- Bela arctica A. Adams, 1855: sinônimo de Propebela arctica (A. Adams, 1855)
- Bela ardovinii Mariottini & Oliverio, 2008:[21] sinônimo de Sorgenfreispira ardovinii (Mariottini & Oliverio, 2008)
- Bela assimilis Sars G. O., 1878: sinônimo de Propebela assimilis (Sars G. O., 1878)
- Bela australis Adams & Angas, 1864: sinônimo de Guraleus australis (Adams & Angas, 1864)
- Bela bergensis Friele, 1886: sinônimo de Propebela bergensis (Friele, 1886)
- Bela bicarinata (Couthouy, 1838): sinônimo de Curtitoma violacea (Mighels & C. B. Adams, 1842)
- Bela blaneyi Bush, 1909:[22] sinônimo de Oenopota blaneyi (Bush, 1909)
- Bela brachystoma (Philippi, 1844):[23] sinônimo de Sorgenfreispira brachystoma (Philippi, 1844)
- Bela cancellata Mighels & Adams, 1842 sensu G. O. Sars, 1878: sinônimo de Bela sarsii Verrill, 1880: sinônimo de Oenopota impressa (Mörch, 1869)
- Bela cancellata (Mighels & Adams, 1842): sinônimo de Propebela cancellata (Mighels & Adams, 1842)
- †Bela candida Yokoyama, 1926: sinônimo de Oenopota candida (Yokoyama, 1926)
- Bela clarae Peñas & Rolán, 2008:[24] sinônimo de Bela atlantidea (Knudsen, 1952)
- Bela concinnula Verrill, 1882: sinônimo de Propebela concinnula (A. E. Verrill, 1882)
- Bela confusa (Locard, 1897):[25] sinônimo de Bela brachystoma (Philippi, 1844)
- Bela conoidea Sars G. O., 1878: sinônimo de Curtitoma conoidea (Sars G. O., 1878)
- Bela costulata (Risso, 1826):[26] sinônimo de Mangelia costulata Risso, 1826
- Bela decussata (Couthouy, 1839): sinônimo de Curtitoma decussata (Couthouy, 1839)
- Bela demersa Tiberi, 1868: sinônimo de Taranis moerchii (Malm, 1861)
- Bela detegata Locard, 1897: sinônimo de Propebela bergensis (Friele, 1886)
- Bela erythraea Jousseaume, 1895: sinônimo de Taranidaphne hongkongensis (Sowerby III, 1889)
- Bela eva Thiele, 1925: sinônimo de Maoritomella eva (Thiele, 1925)
- Bela exilis Ardovini, 2004:[27] sinônimo de Sorgenfreispira exilis (Ardovini, 2004)
- Bela expansa Sars G. O., 1878: sinônimo de Lusitanops expansa (Sars G. O., 1878): sinônimo de Lusitanops expansus (Sars G. O., 1878)
- Bela exquisita Yokoyama, 1926: sinônimo de Curtitoma exquisita (Yokoyama, 1926)
- Bela eva Thiele, 1925: sinônimo de Maoritomella eva (Thiele, 1925)
- Bela excurvata Carpenter, 1864: sinônimo de Oenopota excurvata (Carpenter, 1864)
- Bela expansa Sars G. O., 1878: sinônimo de Lusitanops expansa (Sars G. O., 1878)
- Bela fidicula (Gould, 1849): sinônimo de Propebela fidicula (Gould, 1849)
- Bela filicinctus (E. A. Smith, 1882): sinônimo de Horaiclavus filicinctus (E. A. Smith, 1882)
- Bela fulvicans Strebel, 1908:[28] sinônimo de Falsimohnia fulvicans (Strebel, 1908)
- Bela furfuraculata Locard, 1897: sinônimo de Propebela bergensis (Friele, 1886)
- Bela gazellae Strebel, 1905: sinônimo de Mangelia gazellae (Strebel, 1905)
- Bela ginnania (Risso, 1826): sinônimo de Haedropleura septangularis (Montagu, 1803)
- Bela ginnania (Risso, 1826):[17] sinônimo de Haedropleura septangularis (Montagu, 1803)
- Bela glacialis Thiele, 1912:[29] sinônimo de Lorabela glacialis (Thiele, 1912)
- Bela gouldii Verrill, 1882: sinônimo de Propebela rugulata (Reeve, 1846)
- Bela graphica Locard, 1897: sinônimo de Oenopota graphica (Locard, 1897)
- Bela grimaldii Dautzenberg, 1889: sinônimo de Amphissa acutecostata (Philippi, 1844)
- Bela grippi Dall, 1908: sinônimo de Bellaspira grippi (Dall, 1908)
- Bela guernei Dautzenberg, 1891: sinônimo de Belomitra quadruplex (Watson, 1882)
- Bela harpa Dall, 1885: sinônimo de Oenopota harpa (Dall, 1885)
- Bela hebes Verrill, 1880: sinônimo de Curtitoma hebes (Verrill, 1880)
- Bela holomera Locard, 1897: sinônimo de Gymnobela pyrrhogramma (Dautzenberg & Fischer, 1896)
- Bela iessoensis Smith E. A., 1875: sinônimo de Obesotoma iessoensis (Smith E. A., 1875)
- Bela incisula Verrill, 1882: sinônimo de Curtitoma incisula (Verrill, 1882)
- Bela kobelti Verkrüzen, 1876: sinônimo de Granotoma kobelti (Verkrüzen, 1876)
- Bela koreni Friele, 1886: sinônimo de Oenopota koreni (Friele, 1886)
- Bela krausei Dall, 1887: sinônimo de Granotoma krausei (Dall, 1887)
- Bela laevigata (Philippi, 1836):[30] sinônimo de Bela zonata (Locard, 1892)
- Bela laevigata Dall, 1871: sinônimo de Obesotoma laevigata (Dall, 1871)
- Bela limatula Locard, 1896: sinônimo de Amphissa acutecostata (Philippi, 1844)
- Bela luetkeana Krause, 1885: sinônimo de Propebela luetkeana (Krause, 1885)
- Bela lütkeana Krause, 1885: sinônimo de Bela luetkeana Krause, 1885: sinônimo de Propebela luetkeana (Krause, 1885)
- Bela magellanica (Martens, 1881): sinônimo de Oenopota magellanica (Martens, 1881)
- Bela martensi Strebel, 1905: sinônimo de Mangelia martensi (Strebel, 1905)
- Bela metschigmensis Krause, 1886: sinônimo de Oenopota metschigmensis (Krause, 1886)
- Bela michaelseni Strebel, 1905: sinônimo de Mangelia michaelseni (Strebel, 1905)
- Bela mingoranceae Martin Perez & Vera-Pelaez, 2006:[31] sinônimo de Bela powisiana (Dautzenberg, 1887)
- Bela minuscularia Locard, 1897: sinônimo de Curtitoma violacea (Mighels & C. B. Adams, 1842)
- Bela mitralis Adams & Angas, 1864: sinônimo de Guraleus mitralis (Adams & Angas, 1864)
- Bela mitrula Lovén, 1846: sinônimo de Propebela exarata (Møller, 1842)
- Bela murdochiana Dall, 1885: sinônimo de Oenopota murdochiana (Dall, 1885)
- Bela neozelanica Suter, 1908: sinônimo de Scrinium neozelanica (Suter, 1908)
- Bela nobilis (Møller, 1842): sinônimo de Propebela nobilis (Møller, 1842)
- Bela notophila Strebel, 1908: sinônimo de Lorabela notophila (Strebel, 1908)
- Bela obliqua Sars G. O., 1878: sinônimo de Oenopota obliqua (Sars G.O., 1878)
- Bela optima Thiele, 1925: sinônimo de Microdrillia optima (Thiele, 1925)
- Bela ornata (Locard, 1891):[32] sinônimo de Mangelia costulata Risso, 1826
- † Bela paessleri H. Strebel, 1905: sinônimo de Mangelia paessleri (H. Strebel, 1905)
- Bela pelseneri Strebel, 1908: sinônimo de Lorabela pelseneri (Strebel, 1908)
- Bela plicatula Thiele, 1912: sinônimo de Lorabela plicatula (Thiele, 1912)
- Bela polysarca (Dautzenberg & Fischer H., 1896): sinônimo de Gymnobela frielei (Verrill, 1885)
- Bela purissima Strebel, 1908: sinônimo de Typhlodaphne purissima (Strebel, 1908)
- Bela pygmaea Verrill, 1882: sinônimo de Curtitoma ovalis (Friele, 1877)
- Bela pyramidalis (Ström, 1788): sinônimo de Oenopota pyramidalis (Strøm, 1788)
- Bela rathbuni Verrill, 1882: sinônimo de Propebela rathbuni (Verrill, 1882)
- Bela recondita Locard, 1897: sinônimo de Gymnobela pyrrhogramma (Dautzenberg & Fischer, 1896)
- Bela regina Thiele, 1925: sinônimo de Tomopleura regina (Thiele, 1925)
- Bela robusta Packard, 1866: sinônimo de Obesotoma robusta (Packard, 1866)
- Bela rugulata (Reeve, 1846): sinônimo de Propebela rugulata (Reeve, 1846)
- Bela sansibarica Thiele, 1925: sinônimo de Microdrillia sansibarica (Thiele, 1925)
- Bela sarsii Verrill, 1880: sinônimo de Oenopota impressa (Mörch, 1869)
- Bela scalaris (Møller, 1842): sinônimo de Propebela scalaris (Møller, 1842)
- Bela scalaroides Sars G. O., 1878: sinônimo de Propebela scalaroides (Sars G. O., 1878)
- Bela schmidti Friele, 1886: sinônimo de Oenopota harpa (Dall, 1885)
- Bela sculpturata Dall, 1887: sinônimo de Mangelia sculpturata (Dall, 1887)
- Bela septangularis (Montagu, 1803): sinônimo de Haedropleura septangularis (Montagu, 1803)
- Bela septenvillei (Dautzenberg & Durouchoux, 1913):[33] sinônimo de Bela nebula (Montagu, 1803)
- Bela solida Dall, 1887: sinônimo de Obesotoma solida (Dall, 1887)
- Bela spitzbergensis Friele, 1886: sinônimo de Propebela spitzbergensis (Friele, 1886)
- Bela striata Hutton, 1873: sinônimo de †Iredalula striata (Hutton, 1873)
- Bela striatula Thiele, 1912: sinônimo de Belalora striatula (Thiele, 1912)
- Bela subarctica Derjugin, 1924: sinônimo de Propebela rugulata (Reeve, 1846)
- Bela subturgida Verrill, 1884: sinônimo de Propebela subturgida (Verrill, 1884)
- Bela subvitrea Verrill, 1884: sinônimo de Propebela subvitrea (Verrill, 1884)
- Bela tenuicostata Sars G. O., 1878: sinônimo de Oenopota tenuicostata (Sars G.O., 1878)
- Bela tenuilirata Dall, 1871: sinônimo de Obesotoma tenuilirata (Dall, 1871)
- Bela tenuilirata Krause, 1886: sinônimo de Curtitoma lawrenciana (Dall, 1919)
- Bela tumida Posselt, 1898: sinônimo de Obesotoma tumida (Posselt, 1898)
- Bela turricula (Montagu, 1803): sinônimo de Propebela turricula (Montagu, 1803)
- Bela turriculata Locard, 1892: sinônimo de Propebela turricula (Montagu, 1803)
- Bela turrita Strebel, 1908: sinônimo de Belaturricula turrita (Strebel, 1908)
- Bela violacea (Mighels & Adams, 1842): sinônimo de Curtitoma violacea (Mighels & C. B. Adams, 1842)
- Bela woodiana (Møller, 1842): sinônimo de Obesotoma woodiana (Møller, 1842)
- Bela yanamii Yokoyama, 1926: sinônimo de Plicifusus yanamii (Yokoyama, 1926)
- Bela zonatum (Locard, 1891):[34] duplicata de Bela zonata

Nomina dubia
- Bela fortis (Reeve, 1844):[35] nomen dubium
- Bela minuta (Reeve, 1844):[36] nomen dubium
- Bela turgida (Reeve, 1844):[37] nomen dubium